# Касіян Василь Ілліч
Касія́н Васи́ль Іллі́ч (1 січня 1896, село Микулинці тепер місцевість Снятина, Королівство Галичини та Володимирії, Австро-Угорська імперія — 26 червня 1976, Київ) — український радянський художник, графік, народний художник СРСР, професор Київського художнього інституту, Герой Соціалістичної Праці. Депутат Верховної Ради УРСР 2, 6–9-го скликань.

## Біографічні дані
Народився в багатодітній селянській родині. Українець.
Початкову освіту здобув у Снятинський семирічній і реальній школах, закінчив гімназію в місті Коломиї. З дитинства виявив неабиякі здібності до малювання.
Служив у австро-угорській армії. Після Першої світової війни навчався в Празькій академії образотворчих мистецтв (учень Макса Швабінського), яку закінчив у 1926 році. Празький період став одним із найяскравіших у творчості художника, приніс йому європейське визнання і утвердження в професійному мистецтві. Низкою високохудожніх творів («Лепта», «Карпатська мати», «У пошуках роботи», «Бездомні безробітні», «Страйк», «Робоча сім'я» та іншими роботами на соціальну тематику) він відобразив нелегке життя робітників.
1927 роком датується єдина праця Касіяна в монументальному мистецтві — пам'ятник воякам УГА, встановлений коштом української громади чеського міста Ліберець біля українських військових поховань на військовому цвинтарі Ліберця. Він являє собою скульптурну композицію в суто українському стилі: мати із двома дітками зажурено дивляться на полеглого чоловіка-батька. Надзвичайною майстерністю позначена проробка кожної деталі монумента: типовий український одяг матері, дітей, форма, зброя та амуніція полеглого солдата Першої світової війни. Пам`ятник був встановлений на високому постаменті з чорного мармуру із викарбуваним написом: «На вічну пам‘ять борцям Української Галицької Армії за волю і добро свого народа, що викинені ворогами з-під рідної стріхи зложили тут свої кости». 
У 1923 році прийняв радянське громадянство. Повернувшись у лютому 1927 року в Україну, Касіян почав свою діяльність на посаді професора Київського художнього інституту (нині — Національна академія образотворчого мистецтва і архітектури). У 1930 році переїхав до Харкова, брав участь у організації Українського поліграфічного інституту, працював завідувачем кафедри Українського поліграфічного інституту. З 1940 року був заступником директора Харківського художнього інституту. Його гравюри того часу («Страйк», гравюра на дереві, 1926 рік; серія «Дніпробуд», ліногравюра, 1932–1934 роки, «Артем», 1939 рік), малюнки та ілюстрації до творів Тараса Шевченка, Івана Франка, Василя Стефаника та інших класиків літератури характеризуються експресією штриха, романтичною піднесеністю образів.
У воєнні роки разом із інститутом був евакуйований до Самарканда, творив плакати військової, радянської патріотичної тематики. Працював завідувачем кафедри українського відділення Московського державного художнього інституту у Самарканді, з 1944 року — професором українського відділення Всеросійської академії мистецтв у Загорську, РРФСР.
У 1944 році повернувся до Києва. Продовжив працювати на посаді професора, завідувача кафедрою Київського художнього інституту. Того ж року художнику було присвоєно почесне звання народний художник СРСР. Він став засновником цілої художньої школи української графіки. 
Член ВКП(б) з 1946 року. У 1944–1949 роках був головою правління Спілки художників УРСР.
Крім творчої праці, Василь Касіян був ученим, мистецтвознавцем і теоретиком українського та світового мистецтва. З 1947 року — дійсний член Академії мистецтв СРСР. З 1955 року працював завідувачем відділом образотворчого мистецтва Інституту мистецтвознавства, фольклору і етнографії АН УРСР. У 1964 році, у зв'язку з 150-ю річницею з дня народження Тараса Шевченка, за багаторічну подвижницьку працю, створення численних портретів, плакатів і ілюстрування п'яти видань «Кобзаря» Василеві Касіяну, першому серед художників, за створену ним «шевченкіану», присуджено Державну премію України імені Т. Г. Шевченка. У 1971 році за участь у створенні 6-томної «Історії українського мистецтва» присуджено Державну премію УРСР.
Указом Президії Верховної Ради СРСР від 11 січня 1974 року за видатний внесок у розвиток радянського образотворчого мистецтва й плідну громадську діяльність Василю Касіяну присвоєно звання Героя Соціалістичної Праці з врученням ордена Леніна й золотої медалі «Серп і Молот».
Касіян був активним громадським діячем. З 1962 по 1968 роки був головою правління Спілки художників УРСР. Обирався депутатом Верховної Ради УРСР п'ятьох скликань.
За творче життя художник створив близько 10 тисяч робіт: гравюр, офортів, ілюстрацій до творів класиків літератури. Твори Касіяна зберігаються у Національному художньому музеї та інших музеях України.
Помер 24 червня 1976 року. Похований на Байковому кладовищі в Києві (ділянка № 2; надгробок — бронза, граніт; скульптор Олександр Ковальов; встановлений у 1980 році).

## Ушанування пам'яті
У Києві на будинку, в якому жив Василь Касіян, встановлена меморіальна дошка, його ім'ям названо вулицю.
У 1982 році в місті Снятині був відкритий музей художника — філія Івано-Франківського художнього музею. У 1978 році була заснована щорічна республіканська премія імені В. І. Касіяна за найкращий політичний плакат, художнє оформлення політичної літератури й художню листівку.

## Галерея

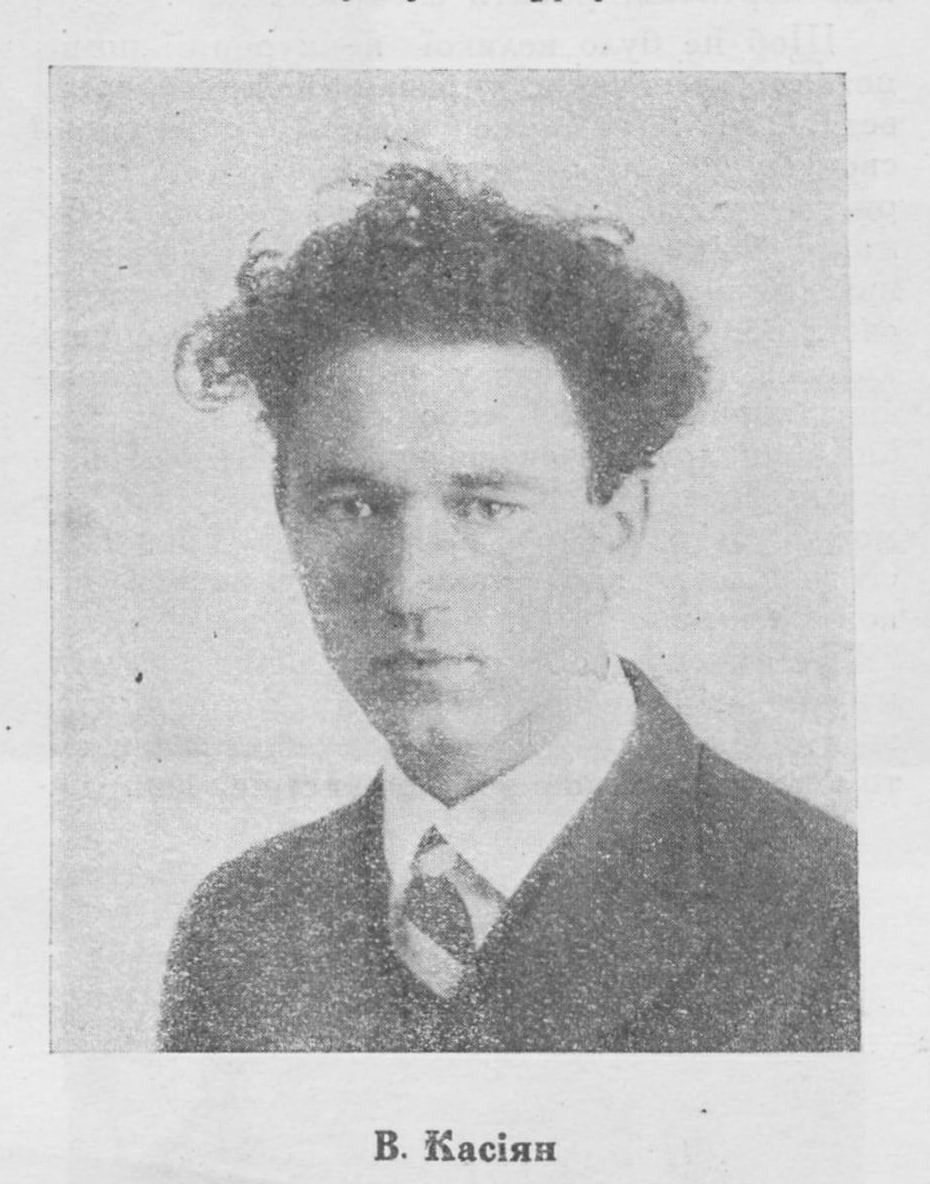
Художник Касіян, 1927.
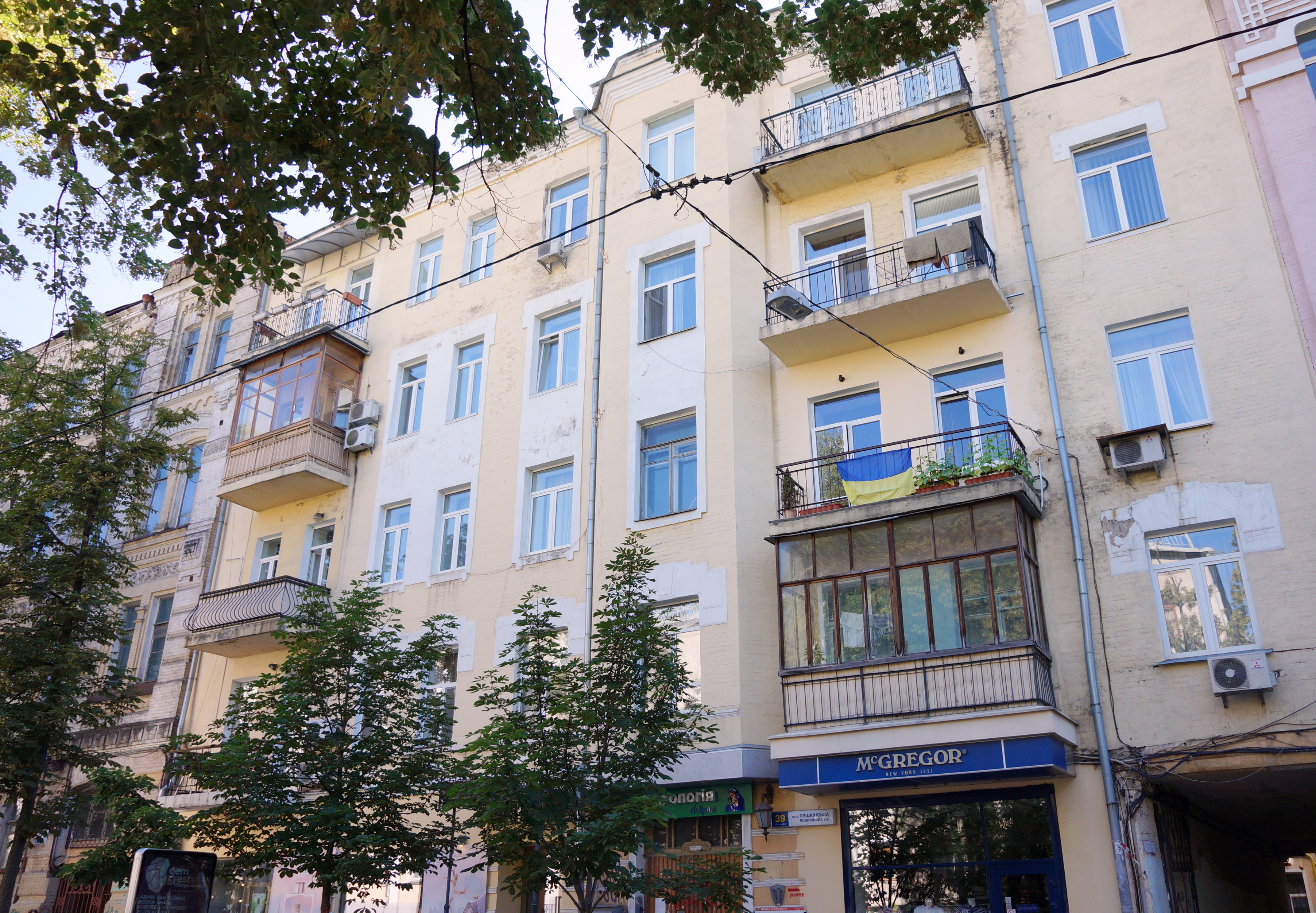
Будинок, де в Києві у кінці 1920-х — на початку 1930-х років проживав В. Касіян
Садок вишневий коло хати В.І. Касіян
Василь Касіян, 1960-ті.
Меморіальна таблиця в Києві.
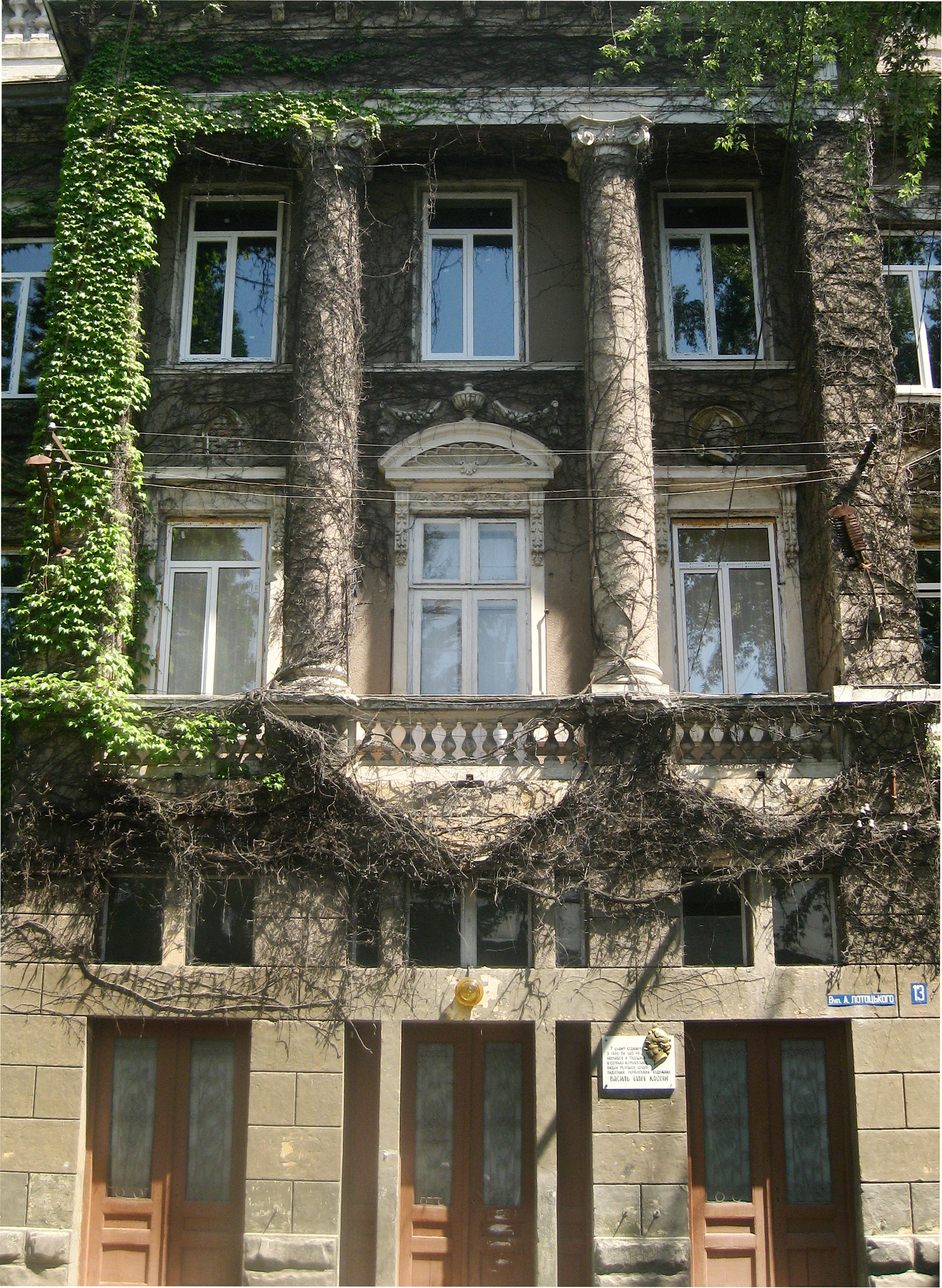
Фасад старого корпусу колишньої ц.к. школи з меморіальною дошкою на честь В. Касіяна
Ілюстрацiя В. Касіяна до поеми Т. Г. Шевченка «Гайдамаки»
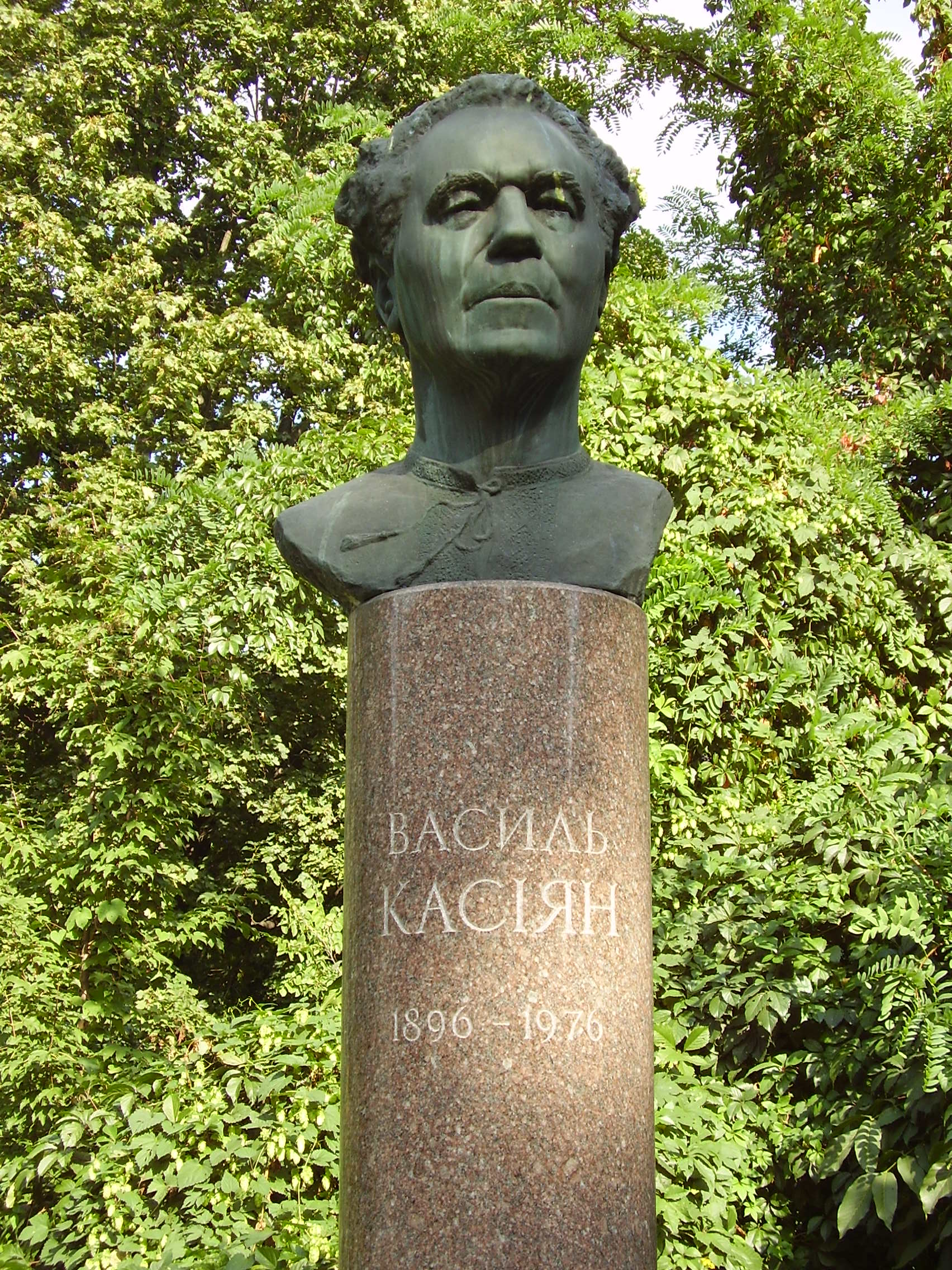
Могила художника на Байковім кладовищі.
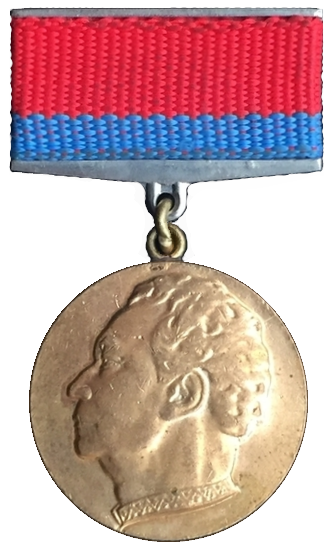
Медаль республіканської премії УРСР імені Касіяна, 1978.
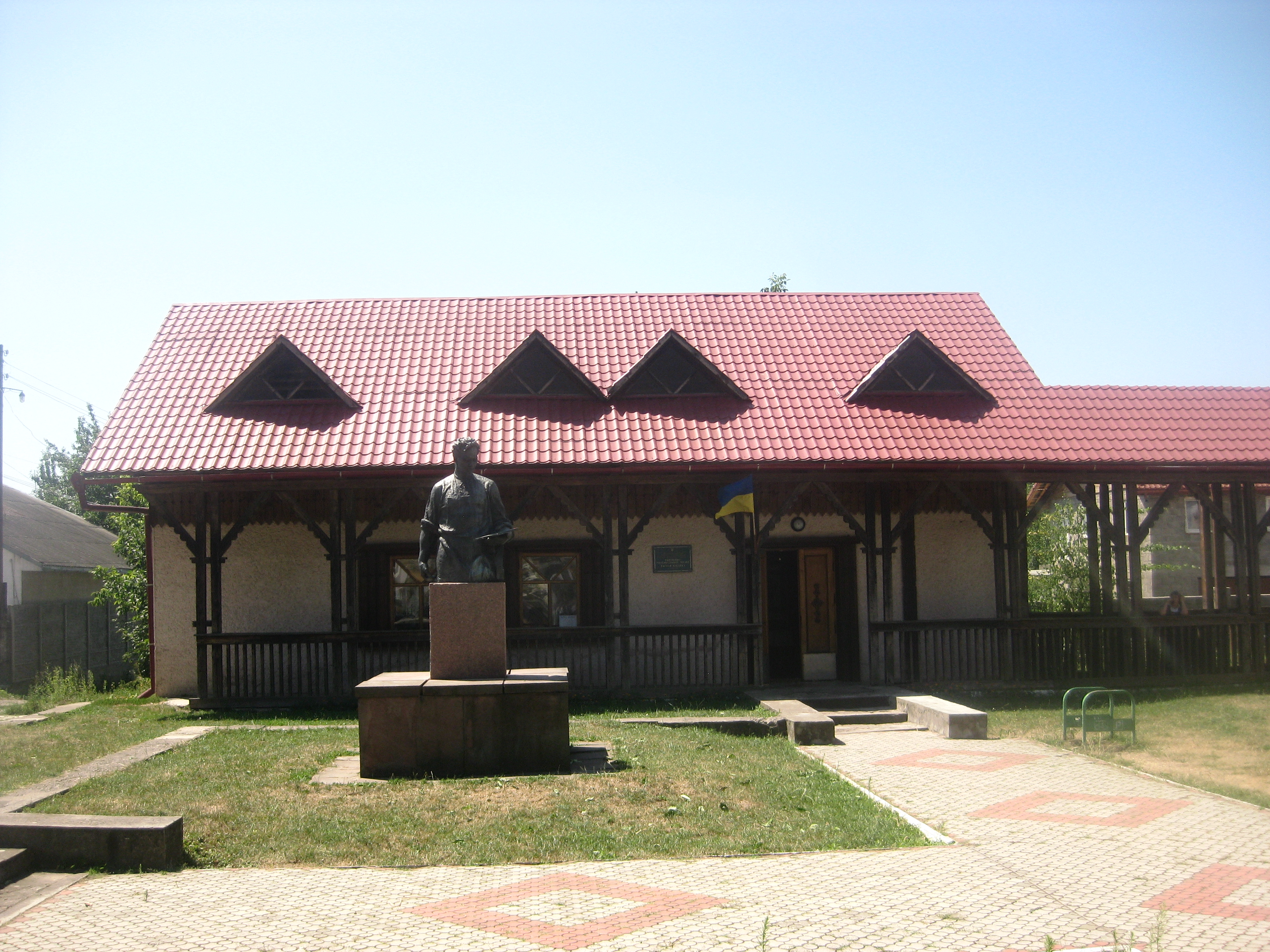
Пам'ятник і музей Василя Касіяна в Снятині.